# Xã Montana, Quận Jewell, Kansas
Xã Montana (tiếng Anh: Montana Township) là một xã thuộc quận Jewell, tiểu bang Kansas, Hoa Kỳ. Năm 2010, dân số của xã này là 73 người.